# Patrick Cooney (homme politique)
 (novembre 2023).
Patrick Mark Cooney (né le 2 mars 1931) est un homme politique irlandais du Fine Gael qui est ministre du gouvernement dans les cabinets de Liam Cosgrave (1973-1977) et de Garret FitzGerald (1981-1982 et 1982-1987). Il est Député européen pour la circonscription de Leinster de 1989 à 1994. Il est Teachta Dála (TD) pour la circonscription de Longford – Westmeath de 1970 à 1977 et entre 1981 et 1989. Il est également sénateur du Panel culturel et éducatif de 1977 à 1981.

## Biographie
Cooney est né en 1931 et fait ses études au Castleknock College et à l'University College Dublin, où il obtient un BA en 1951 et un LLB (Bachelor of Laws) en 1953. Il se présente pour la première fois comme candidat au Dáil Éireann dans la circonscription de Longford-Westmeath aux élections générales de 1961, mais n'est pas élu et est de nouveau battu en 1965 et 1969. Cependant, après le décès du député du Fianna Fáil Patrick Lenihan, Cooney est élu au 19e Dáil lors de l'élection partielle de Longford-Westmeath en avril 1970.
Après les élections générales de 1973, un gouvernement de coalition nationale Fine Gael-Parti travailliste entre en fonction et Cooney est nommé au cabinet de Liam Cosgrave en tant que ministre de la Justice. En décembre 1973, la Cour suprême statue dans l'affaire McGee contre le procureur général que la vie privée conjugale est protégée par la Constitution irlandaise, y compris le droit à la contraception. Cooney propose le projet de loi de 1974 sur le contrôle de l'importation, de la vente et de la fabrication de contraceptifs, qui est rejeté au Dáil lors d'un vote libre, Cosgrave votant contre la législation proposée par un membre de son cabinet.
Cooney est l'un des nombreux ministres à perdre son siège aux élections générales de 1977, mais est ensuite élu au 14e Seanad en tant que sénateur du Panel de la culture et de l'éducation. En 1979, lors des premières élections directes au Parlement européen, il se présente sans succès dans la circonscription de Connacht-Ulster.
Aux élections générales de 1981, il est de nouveau réélu au Dáil pour son ancienne circonscription de Longford-Westmeath. Sous Garret FitzGerald, Cooney est ministre des Transports et ministre des Postes et Télégraphes de juin 1981 à mars 1982, ministre de la Défense de décembre 1982 à février 1986 et ministre de l'Éducation de 1986 à 1987.
Il est élu député européen de la circonscription de Leinster lors des élections au Parlement européen de 1989 et ne se représente pas aux élections générales de 1989.